# Jihlava město
Jihlava město – stacja kolejowa w miejscowości Igława, w kraju Wysoczyna, w Czechach. Znajduje się na linii 225 Havlíčkův Brod – Veselí nad Lužnicí, na wysokości 495 m n.p.m..  

## Linie kolejowe
- 225: Havlíčkův Brod – Veselí nad Lužnicí